# Liste der Kulturdenkmale in Dalheim (Luxemburg)
In der Liste der Kulturdenkmale in Dalheim sind alle Kulturdenkmale der luxemburgischen Gemeinde Dalheim aufgeführt (Stand: 15. Juli 2025).

## Kulturdenkmale nach Ortsteil

### Dalheim
| Bild                                           | Bezeichnung                                    | Lage                                                     | Beschreibung | Stufe | Eingetragen seit  |
| ---------------------------------------------- | ---------------------------------------------- | -------------------------------------------------------- | --- | ----- | ----------------- |
| Weitere Bilder                                 | Pfarrkirche Dalheim                            | Peiteschbierg (Karte)                                    | Die katholische Kirche St. Peter und Paul besitzt ein Langhaus mit sechs Fensterachsen und vorgelagertem Glockenturm. An dieses schließt sich ein eingezogener Chor mit dreiseitiger Apsis an. Auffällig ist das Sandstein-Strebewerk des Langhauses, das die Fensterachsen trennt und auch die Ecken des Turmes ziert. Die Freskenmalereien aus dem 18. Jahrhundert stammen von dem luxemburgischen Maler Jean-Georges Weiser. Er malte einen Kreuzweg mit 14 Stationen. | PCN   | 2. März 2018      |
| Pfarrhaus mit Anbau und Garten                 | Pfarrhaus mit Anbau und Garten                 | 11, Péiteschbierg (Karte)                                | | PCN   | 29. März 2019     |
| Weitere Bilder                                 | Gelände mit gallorömischer Siedlung Ricciacum  | Katatstersektion B von Dalheim (Karte)                   | Die gallorömische Siedlung Ricciacum entstand an der römischen Fernstraße Via Agrippa wohl im 1. Jahrhundert v. Chr. In der zweiten Hälfte des 3. Jahrhunderts wurde sie von den Germanen mehrfach zerstört, blieb aber kontinuierlich bis in die erste Hälfte des 5. Jahrhunderts besiedelt und wurde erst danach aufgegeben. Um 300 n. Chr. erreichte der Ort mit einer Fläche von etwa 35 Hektar und einer geschätzten Einwohnerzahl von 1500 bis 2000 Menschen seine größte Ausdehnung. Die Siedlung weist einen Kleinstadtcharakter auf und besaß ein Theater, Thermen und einen Tempel. | IS    | 29. März 1974     |
|                                                | Gelände                                        | Kataster Dalheim, Katasterdektion D von Filsdorf (Karte) | | IS    | 29. März 1974     |
| Weg von Dalheim nach Filsdorf                  | Weg von Dalheim nach Filsdorf                  | (Karte)                                                  | | IS    | 7. April 1986     |
| Grundstück mit Resten einer römischen Siedlung | Grundstück mit Resten einer römischen Siedlung | (Karte)                                                  | | IS    | 7. April 1986     |
| Weitere Bilder                                 | Grundstück mit Resten eines römischen Theaters | (Karte)                                                  | | IS    | 21. März 1986     |
| Gebäude                                        | Gebäude                                        | 2, Hossegaass (Karte)                                    | | IS    | 28. Februar 2011  |
| Gebäude                                        | Gebäude                                        | 5, Hossegaass (Karte)                                    | | IS    | 27. November 2013 |
| Gebäude                                        | Gebäude                                        | 24, Hossegaass (Karte)                                   | | IS    | 18. Januar 2018   |

### Filsdorf
| Bild                 | Bezeichnung          | Lage                            | Beschreibung | Stufe | Eingetragen seit  |
| -------------------- | -------------------- | ------------------------------- | ------------ | ----- | ----------------- |
| Gebäude mit Anbauten | Gebäude mit Anbauten | 2, Am Eck (Karte)               |              | PCN   | 5. März 2021      |
| Ehemaliger Bauernhof | Ehemaliger Bauernhof | 25, Dräikantonstrooss (Karte)   |              | PCN   | 23. November 2022 |
| Weitere Bilder       | Kirche St-Antoine    | Kiirchestrooss (Karte)          |              | PCN   | 31. März 2023     |
| Weitere Bilder       | Gebäude              | 21, Dräikantongsstrooss (Karte) |              | IS    | 20. August 2010   |
| Haus                 | Haus                 | 1, Lëtzebuergerstrooss (Karte)  |              | IS    | 19. Juli 2018     |
| Haus                 | Haus                 | 2, Kiirchestrooss (Karte)       |              | IS    | 19. Juli 2018     |

### Welfringen
| Bild                                             | Bezeichnung                                      | Lage                     | Beschreibung | Stufe | Eingetragen seit |
| ------------------------------------------------ | ------------------------------------------------ | ------------------------ | --- | ----- | ---------------- |
| Weitere Bilder                                   | St. Wendelin mit Altar                           | Munnerëffer Wee (Karte)  | Die katholische Kirche St. Wendelin wurde zwischen 1928 und 1930 nach Plänen des Architekten Jean-Pierre Knepper errichtet. Die Kirche wurde 2003 außen saniert und auch das Umfeld neu gestaltet. Sechs Jahre später wurde auch das Innere renoviert, außerdem erhielt das Gebäude ein neues Dach, neue Elektrik und einen neuen Holzfußboden. Der Hochaltar wurde 1709 von Nicolas Greeff-Roesdorf gefertigt und 2000 von der Werkstatt Juan Morales aus Remich renoviert, die auch einen neuen Ambo und einen Festaltar für die Kirche schuf. Die Fenster der Kirche wurden 1929 in der Glashütte Linster in Bad Mondorf hergestellt. Die kleine Kirche mit vier Fensterachsen und Glockenturm ist außen auffällig verziert mit Bogenfriesen und Lisenen. An das Langhaus schließt sich ein ⅝-Chor an. | PCN   | 29. März 2019    |
| Bauernhof                                        | Bauernhof                                        | 1, Kiircheplaz (Karte)   | | IS    | 30. April 2002   |
| Bauernhof („Thélenhaff“) mit Vorplatz und Garten | Bauernhof („Thélenhaff“) mit Vorplatz und Garten | 5, Waassergaass (Karte)  | | IS    | 30. April 2002   |
| Gebäude                                          | Gebäude                                          | 3, Munnerëferwee (Karte) | | IS    | 1. Juli 2011     |

Legende: PCN – Immeubles et objets bénéficiant des effets de classement comme patrimoine culturel national; IS – Immeubles et objets inscrits à l’inventaire supplémentaire

## Quelle
- Liste des immeubles et objets beneficiant d’une protection nationales, Nationales Institut für das gebaute Erbe, Fassung vom 11. Juli 2022, S. 20 ff. (PDF)